# Lycosa iranii
Lycosa iranii este o specie de păianjeni din genul Lycosa, familia Lycosidae, descrisă de Pocock, 1901. Conform Catalogue of Life specia Lycosa iranii nu are subspecii cunoscute.